# Paphagus sidero
Paphagus sidero är en stekelart som beskrevs av Walker 1843. Paphagus sidero ingår i släktet Paphagus och familjen finglanssteklar. Inga underarter finns listade i Catalogue of Life.